# O Dragão da Maldade contra o Santo Guerreiro
O Dragão da Maldade contra o Santo Guerreiro is een Braziliaanse dramafilm uit 1969 onder regie van Glauber Rocha.

## Verhaal
Antônio das Mortes heeft 29 jaar geleden de laatste Cangaceiros vermoord. Hij is sindsdien de zin van zijn bestaan kwijt. Als Coirana opstaat als nieuwe Cangaceiro, vraagt men Antônio om hem te vermoorden. Hij begint vol enthousiasme aan de opdracht, maar als blijkt dat Coirana een idealist is, geeft dat Antônio te denken.

## Rolverdeling
| Acteur            | Personage          |
| ----------------- | ------------------ |
| Maurício do Valle | Antônio das Mortes |
| Odete Lara        | Laura              |
| Othon Bastos      | Leraar             |
| Hugo Carvana      | Commissaris Mattos |
| Joffre Soares     | Kolonel Horácio    |
| Lorival Pariz     | Coirana            |